# Alejandro Gabriel Medina
Alejandro Gabriel Medina (Buenos Aires, 17 de diciembre de 1986) es un futbolista profesional argentino. Juega de arquero y actualmente se encuentra en Defensores de Belgrano, equipo de la Primera Nacional.

## Carrera

### Temperley
Surgió en las inferiores de Temperley llegando a la Primera en 2008, pero su debut no fue hasta el 27 de julio de 2010, cuando el Gasolero perdió por la mínima frente a Sarmiento de Junín, luego de un error del mismo Medina.

### Comunicaciones
Tras jugar varios partidos en el conjunto Celeste, Medina se fue a Comunicaciones, de la Primera B, en el año 2013. En el Cartero jugó casi todos los partidos del campeonato.

### Guaraní Antonio Franco
Tras su buen paso por la tercera categoría, Guaraní Antonio Franco, de la Primera B Nacional, lo contrató. En el club de Misiones jugó una cantidad importante de partidos, pero sufrió el descenso al Torneo Federal A en 2015.

### Unión Aconquija
Luego de su paso por la segunda división, llegó a Unión Aconquija, que disputaba por ese entonces en el Torneo Federal A, pero por sus buenas actuaciones solo duró 6 meses en el conjunto catamarqueño.

### Atlanta
Siendo para muchos, el mejor arquero del Federal A, Medina se fue a Atlanta. Tuvo un buen paso por el Bohemio, pero una lesión frente a San Telmo hizo que finalice su contrato a 6 meses de su llegada.

### Mitre de Santiago del Estero
Volvió al Torneo Federal A, en este caso a Mitre de Santiago del Estero. Con el Aurinegro logró el primer ascenso de la historia a la Primera B Nacional, siendo Medina uno de los pilares del equipo.

### Boca Unidos
Luego de no tener continuidad en la B Nacional con Mitre, Medina volvió a la tercera división con Boca Unidos. Fue titular en el equipo, y estuvo muy cerca de lograr otro ascenso a la segunda categoría.

### Quilmes (2019-2021)
Tras su buen paso por la categoría, Medina llega a Quilmes, de la Primera Nacional, para ser suplente de Marcos Ledesma.
Arsenal (2021-2023)
En 2021, en contratado por Arsenal FC, de la  Liga Profesional de Fútbol Argentino, en principio para ser arquero suplente, por detrás de Nicolás Navarro, pero, debido al bajo rendimiento del entonces arquero titular el Director Técnico Sergio Rondina le concede la titularidad del equipo. Así, con 34 años de edad, Alejandro disputa por primera vez partidos de Primera División, e incluso, de la Copa Sudamericana 2021.
C.S.D Municipal (2024-Presente)
Ficho por C.S.D Municipal de la Liga de Guatemala siendo primer portero, en la temporada 2024 obteniendo el campeonato el 19 de mayo de 2024.

## Estadísticas

### Clubes
| Temperley Argentina | 3.ª                 | 2007-08             | 1   | ?    | -  | -  | -  | -  | 1   | ?    | ?    |
| Temperley Argentina | 3.ª                 | 2008-09             | 1   | ?    | -  | -  | -  | -  | 1   | ?    | ?    |
| Temperley Argentina | 3.ª                 | 2009-10             | 2   | 2    | -  | -  | -  | -  | 2   | 2    | 1    |
| Temperley Argentina | 3.ª                 | 2010-11             | 38  | 49   | -  | -  | -  | -  | 38  | 49   | 1.29 |
| Temperley Argentina | 3.ª                 | 2011-12             | 40  | 45   | 0  | 0  | -  | -  | 40  | 45   | 1.13 |
| Temperley Argentina | 3.ª                 | 2012-13             | 3   | 4    | 1  | 0  | -  | -  | 4   | 4    | 1    |
| Temperley Argentina | Total club          | Total club          | 85  | +100 | 1  | 0  | -  | -  | 86  | +100 | ?    |
| Comunicaciones Argentina | 3.ª                 | 2013-14             | 37  | 35   | 0  | 0  | -  | -  | 37  | 35   | 0.95 |
| Comunicaciones Argentina | Total club          | Total club          | 37  | 35   | 0  | 0  | -  | -  | 37  | 35   | 0.95 |
| Guaraní Antonio Franco Argentina | 2.ª                 | 2014                | 0   | 0    | -  | -  | -  | -  | 0   | 0    | 0    |
| Guaraní Antonio Franco Argentina | 2.ª                 | 2015                | 28  | 30   | 3  | 5  | -  | -  | 31  | 35   | 1.13 |
| Guaraní Antonio Franco Argentina | Total club          | Total club          | 28  | 30   | 3  | 5  | -  | -  | 31  | 35   | 1.13 |
| Unión Aconquija Argentina | 3.ª                 | 2016                | 20  | 20   | 1  | 0  | -  | -  | 21  | 20   | 0.95 |
| Unión Aconquija Argentina | Total club          | Total club          | 21  | 12   | -  | -  | -  | -  | 21  | 12   | 0.57 |
| Atlanta Argentina | 3.ª                 | 2016-17             | 10  | 10   | -  | -  | -  | -  | 10  | 10   | 1    |
| Atlanta Argentina | Total club          | Total club          | 10  | 10   | -  | -  | -  | -  | 10  | 10   | 1    |
| Mitre (SdE) Argentina | 3.ª                 | 2016-17             | 17  | 19   | -  | -  | -  | -  | 17  | 19   | 1.12 |
| Mitre (SdE) Argentina | 2.ª                 | 2017-18             | 9   | 7    | 1  | 2  | -  | -  | 10  | 9    | 0.9  |
| Mitre (SdE) Argentina | Total club          | Total club          | 26  | 26   | 1  | 2  | -  | -  | 27  | 28   | 1.04 |
| Boca Unidos Argentina | 3.ª                 | 2018-19             | 22  | 15   | 2  | 1  | -  | -  | 24  | 16   | 0.67 |
| Boca Unidos Argentina | Total club          | Total club          | 22  | 15   | 2  | 1  | -  | -  | 24  | 16   | 0.67 |
| Quilmes Argentina | 2.ª                 | 2019-20             | 0   | 0    | -  | -  | -  | -  | 0   | 0    | 0    |
| Quilmes Argentina | 2.ª                 | 2020                | 7   | 4    | -  | -  | -  | -  | 7   | 4    | 0.57 |
| Quilmes Argentina | Total club          | Total club          | 7   | 4    | -  | -  | -  | -  | 7   | 4    | 0.57 |
| Arsenal Argentina | 1.ª                 | 2021                | 21  | 24   | 5  | 6  | 8  | 6  | 34  | 36   | 1.06 |
| Arsenal Argentina | 1.ª                 | 2022                | 27  | 29   | 4  | 1  | -  | -  | 31  | 30   | 0.97 |
| Arsenal Argentina | 1.ª                 | 2023                | 27  | 34   | 12 | 14 | -  | -  | 39  | 48   | 1.23 |
| Arsenal Argentina | Total club          | Total club          | 75  | 87   | 21 | 21 | 8  | 6  | 104 | 114  | 1.1  |
| Municipal · Guatemala | 1.ª                 | C-2024              | 23  | 17   | -  | -  | -  | -  | 23  | 17   | 0.74 |
| Municipal · Guatemala | 1.ª                 | A-2024              | 10  | 10   | -  | -  | 4  | 4  | 14  | 14   | 1    |
| Municipal · Guatemala | Total club          | Total club          | 33  | 27   | 0  | 0  | 4  | 4  | 37  | 31   | 0.84 |
| Defensores de Belgrano Argentina | 2.ª                 | 2025                | 22  | 18   | 1  | 0  | -  | -  | 23  | 18   | 0.78 |
| Defensores de Belgrano Argentina | Total club          | Total club          | 22  | 18   | 1  | 0  | -  | -  | 23  | 18   | 0.78 |
| Total en su carrera | Total en su carrera | Total en su carrera | 366 | +364 | 30 | 29 | 12 | 10 | 408 | +403 | ?    |
| (1) Las copas nacionales se refiere a la Copa Argentina y a la Copa de la Liga Profesional. (2) Las copas internacionales se refiere a la Copa Libertadores y a la Copa Sudamericana. (3) Media de goles por encuentro. No incluye goles en partidos amistosos. |                     |                     |     |      |    |    |    |    |     |      |      |

## Palmarés

### Campeonatos nacionales
| Título        | Equipo             | País      | Año    |
| ------------- | ------------------ | --------- | ------ |
| Liga Nacional | C. S. D. Municipal | Guatemala | C-2024 |

### Otros logros
| Logro                         | Equipo              | País      | Año     |
| ----------------------------- | ------------------- | --------- | ------- |
| Ascenso a la Primera Nacional | Club Atlético Mitre | Argentina | 2016-17 |